# 爆発物処理

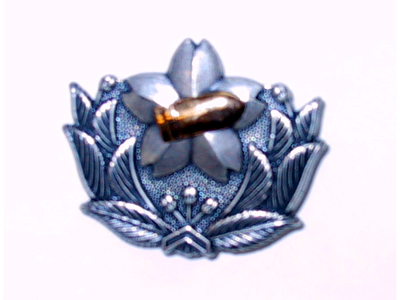
陸上自衛隊の不発弾処理徽章

爆発物処理（ばくはつぶつしょり、Explosive Ordnance Disposal）とは、現代において特定の目的を持って設置された、あるいは過去の戦争において使用されたり遺棄されたりした不発弾などの爆発性危険物を解体、爆破、溶解、海洋投棄等の手段をもって無害化する行為のことである。
日本においては第二次世界大戦後、サルベージ会社等の民間企業が旧軍の遺棄された爆弾等を解体することもあったが、その後は自衛隊および各都道府県警察機動隊の爆発物処理班が担当している。
上記日本でのEODと海外でのEODは少し意味合いが違う。海外に（主に紛争地帯）おいてはEOD=不発弾/地雷の識別・信管除去・不活性化・爆破処理など